# Jean-François Leleu
Jean-François Leleu (Parigi, 1729 – Parigi, 3 settembre 1807) è stato un ebanista francese, considerato, assieme a Jean-François Oeben e a Jean-Henri Riesener, uno dei migliori rappresentanti dello Stile Luigi XVI, ispirato al classicismo greco-romano.

## Biografia

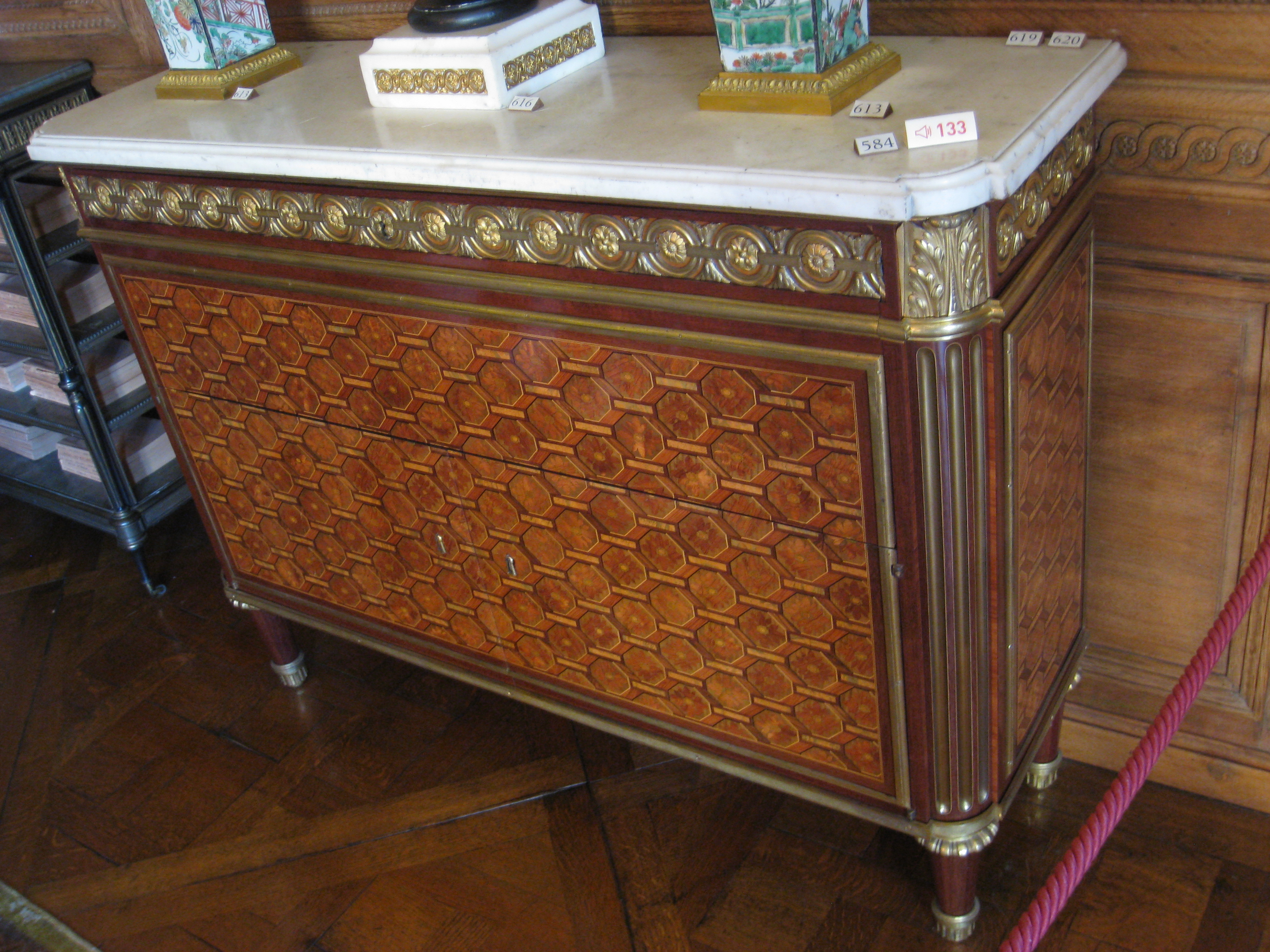
Secrétaire à abattant, circa 1770-1780

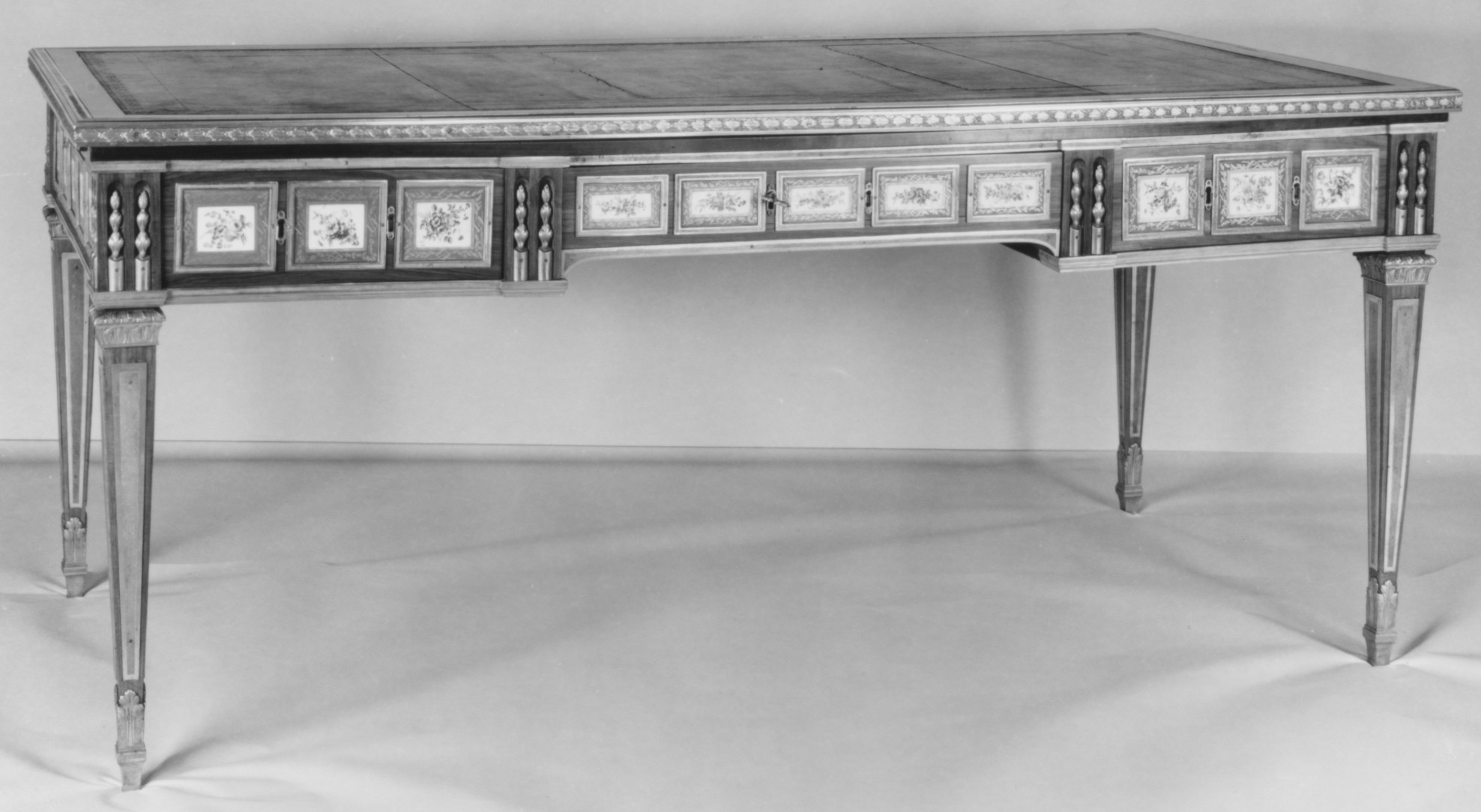
Tavolo in legno, porcellana di Sèvres, bronzo dorato, pelle, circa 1780-1790, Metropolitan Museum of Art

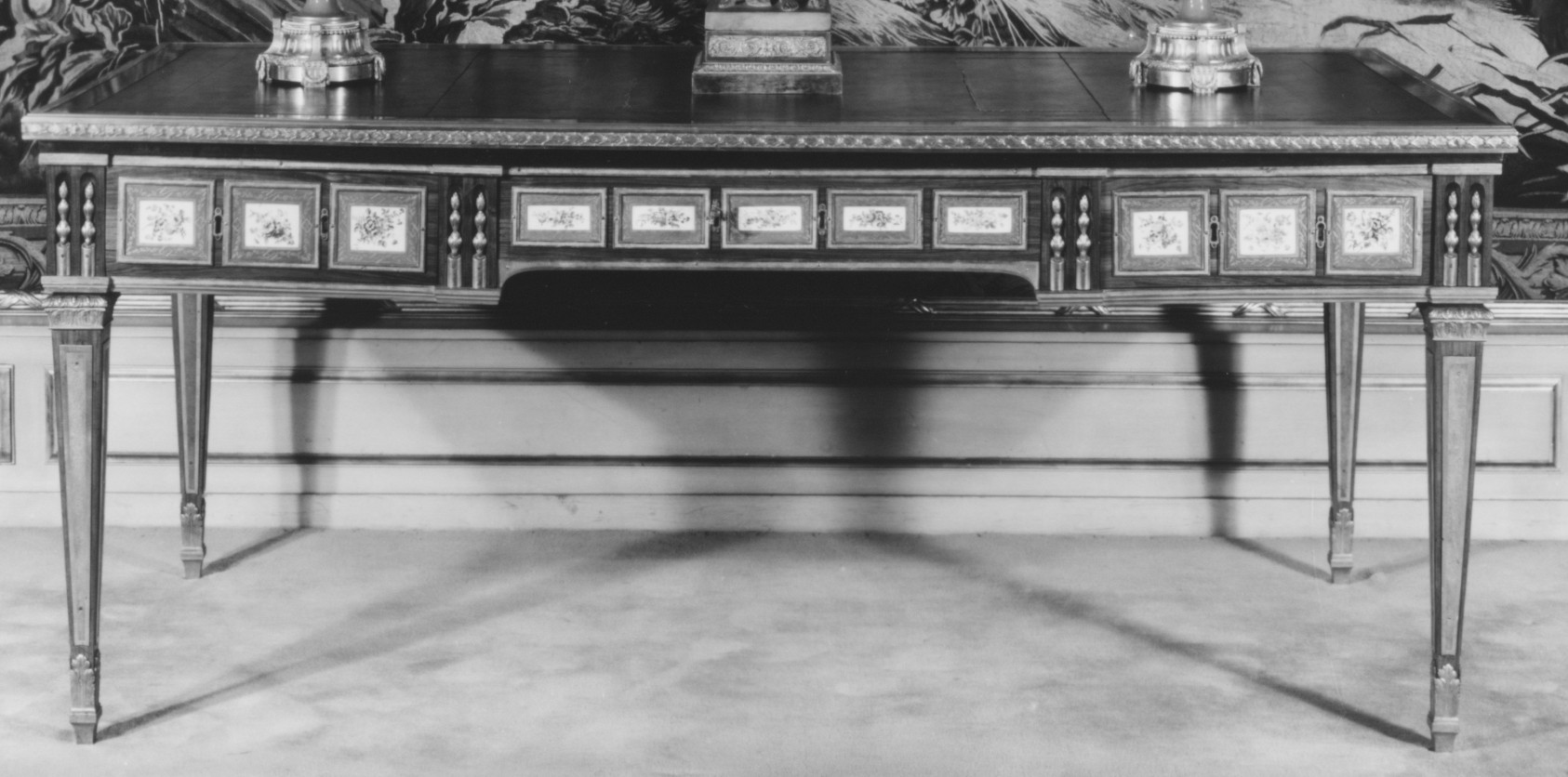
Tavolo in legno, porcellana di Sèvres, bronzo dorato, pelle, circa 1780-1790, Metropolitan Museum of Art

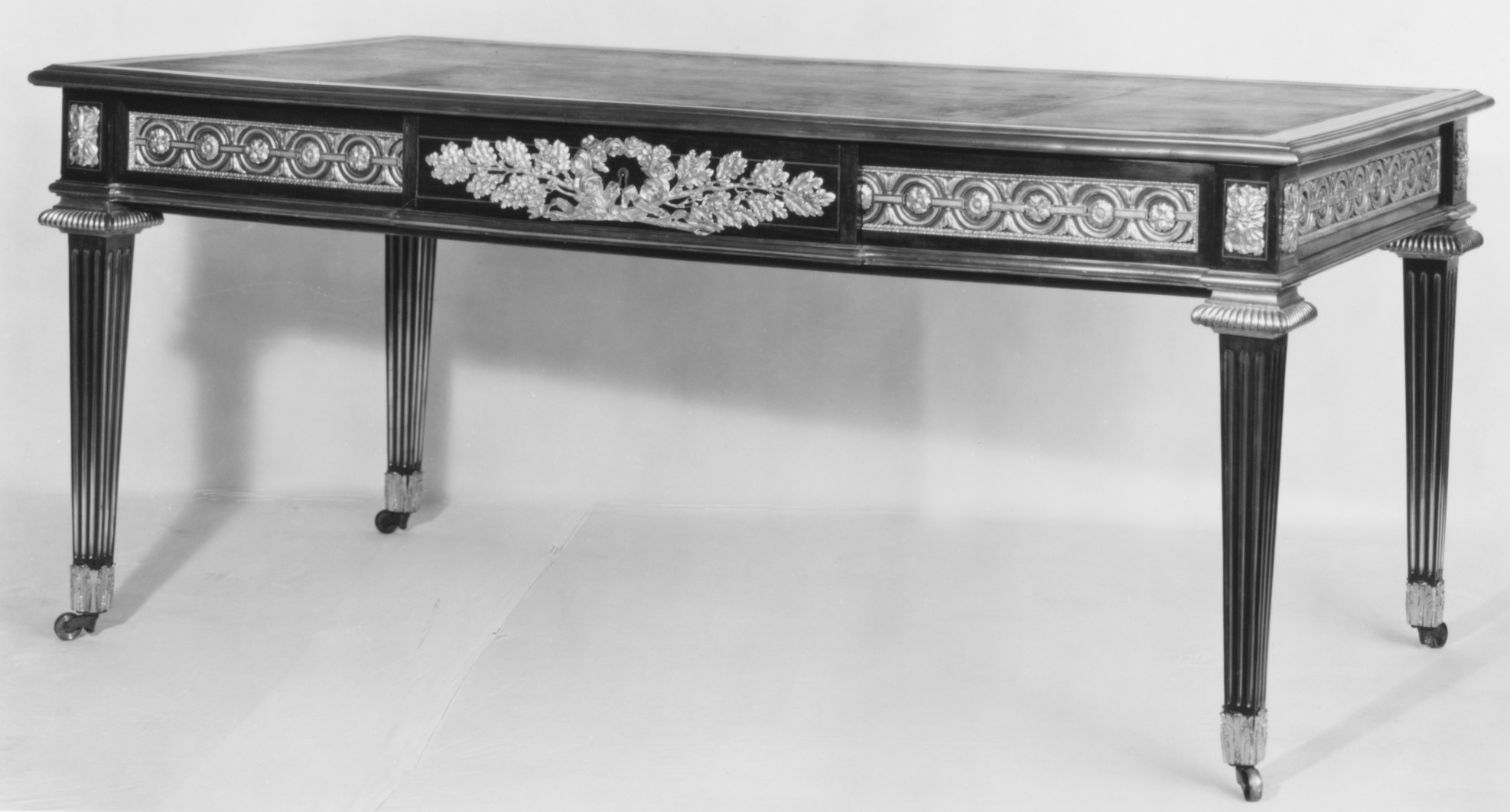
Scrittoio (bureau plat), circa 1780, Metropolitan Museum of Art

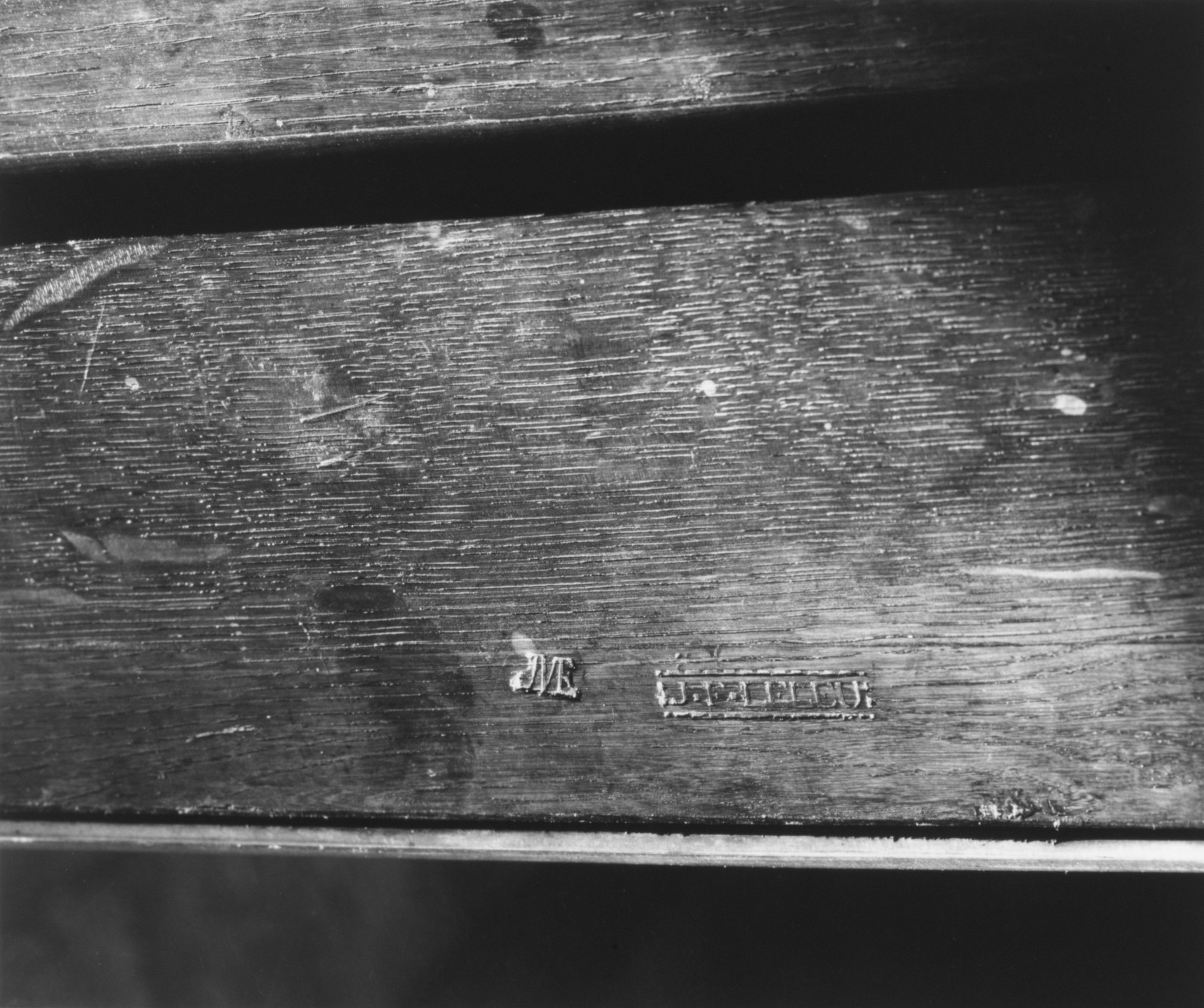
Scrittoio (bureau plat), circa 1780, Metropolitan Museum of Art

### Formazione con il maestro Oeben
La formazione artistica e artigianale di Jean-François Leleu, dopo un apprendistato da semplice operaio, nel faubourg Saint-Antoine, si effettuò presso Oeben, dove operò sino al decesso del maestro, nel 1763, lavorando successivamente in proprio e diventando membro della maîtrise nel 1774.
Dopo la morte del maestro la vedova di Oeben assegnò l'attività del defunto marito al rivale di Leleu, Jean-Henri Riesener, che in seguito sposò, nel 1767.
Leleu non accettò con favore la scelta della vedova, al punto che spesso ebbe discussioni con Riesener, e in alcuni casi intervenne la polizia per calmare gli animi.
La delusione di Leleu era probabilmente acuita dall'origine germanica di Riesener, così come negli stessi anni gli ebanisti francesi 
si lamentarono per la presenza di artigiani stranieri nel sistema delle corporazioni di Parigi.

### Attività in proprio: clienti
L'attività di Leleu prosperò e nel 1780, prese come socio suo genero, Charles Antoine Stadler, a cui lasciò il suo stabilimento intorno al 1792, che ebbe un successo duraturo, differentemente da quello di Riesener che tramontò con il crollo della monarchia.
Tra i suoi clienti vi furono Luigi XV di Francia, Marie-Jeanne Bécu, contessa Du Barry, il principe Luigi Giuseppe di Borbone-Condé, oltre ai marchands-merciers parigini, per i quali realizzò arredamenti di interi appartamenti, e quindi non si specializzò alla produzione di singoli mobili.
Tra il 1772 e il 1777 Leleu rifornì il principe di Condé di mobili per le sue residenze parigine, il Palazzo Borbone, l'Hôtel de Lassay, i castelli di Chantilly e Saint-Maur.
I lavori per Madame de Barry includevano alcuni mobili in porcellana estremamente fini per la sua residenza a Louveciennes.

### La produzione artigianale: caratteristiche
La sua produzione artigianale si può catalogare in tre categorie: i mobili grandi costruiti nella sua prima fase, di elevata qualità ed elaborati, ispirati ancora a quelli di Oeben; i mobili medi e piccoli, sobri e frutto di creatività peculiare; i mobili di ebanisteria e di falegnameria modesta, per lo più economici.
Il terzo tipo di prodotto, non molto popolare all'epoca, oggi risulta molto quotato per l'armonia e la perfezione delle proporzioni, e la notevole scelta dei materiali.
I prodotti di Leleu si caratterizzarono per la lavorazione in lacca, con placche in porcellana tenera e dura realizzata dalla prestigiosa Manufacture nationale de Sèvres e per gli intarsi, con disegni e decorazioni sia pittoriche sia geometriche, impreziositi da raffinati montanti in bronzo dorato.
Gli esperti ritengono che il contributo di Leleu alle opere di Oeben fu più importante rispetto a quello ricevuto dal maestro, come la capacità di creare elaborati accessori meccanici, serrature e intarsi, e attribuiscono all'ingegno e alla creatività di Leleu una parte dei mobili prodotti da Oeben.
Le opere di Leleu sono presenti in molte delle migliori collezioni al mondo, tra cui il Museo del Louvre, il Musée des Arts Décoratifs, il Museo Nissim de Camondo a Parigi, presso la reggia di Versailles, alla Wallace Collection di Londra così come al Metropolitan Museum of Art di New York, al Cleveland Museum of Art in Ohio, al Rijksmuseum di Amsterdam, al Getty Museum di Los Angeles.